# Марениці
Маре́ниці (рос. Мареницы) — присілок у складі Даровського району Кіровської області, Росія. Входить до складу Даровського міського поселення.
Населення становить 4 особи (2010, 11 у 2002).
Національний склад станом на 2002 рік — росіяни 100 %.